# Ceboruco
El Ceboruco es un volcán del Eje Neovolcánico Mexicano, situado al extremo oeste de la cadena montañosa, en el estado de Nayarit. Alcanza una altitud de 2280 m s. n. m. Según su tipo de erupción el Ceboruco es un estratovolcán.

## Toponimia
Ceboruco significaría “El Gigante Negro” o Tzeboruko que quiere decir "El que bufa con ira" aunque uno de los cronistas de Ahuacatlán, Andrés Montero Flores, escribió que también puede traducirse como “pedregal o “hacinamiento de piedras”, por el origen de la palabra hispano-árabe. Es éste mismo compilador quien indica que el nombre prehispánico del volcán es “Tonán”, en honor a la diosa “Tonantzin”, que quiere decir: “la que da a luz”[cita requerida].

## Ubicación
Se encuentra a 33 km de Ixtlán del Río, en el estado de Nayarit, colinda con los poblados de  Jala, Coapan, Jomulco, 
Ahuacatlán, Heriberto Jara (La Haciendita), Copales, Marquezado y Uzeta.

## Erupciones y actividad
La erupción más reciente registrada del Ceboruco fue en el año de 1870, misma que dañó enormemente a las poblaciones aledañas. No se cuenta con registro de víctimas. Actualmente el volcán emite fumarolas y se le considera como activo con posibilidad de presentar erupciones en el futuro.

## Geografía

### Relieve
Se encuentra totalmente lleno de rocas volcánicas de la erupción de 1870, de fácil acceso hasta la altura de 1500 m s. n. m., que es cuando el camino presenta piedrecillas que dificultan el ascenso, además se va haciendo cada vez más estrecho. Alrededor del cerro del volcán existen sembradíos principalmente de caña, agave azul, jamaica, maíz y cacahuate, entre otros.

### Flora
La flora que se encuentra no es muy densa, la mayoría de sus árboles son pinos, cedros, robles, varias especies de quercus, bosque tipo mixto, así como hierba y maleza de diferentes tipos. Los tipos de fauna se apegan al medio ambiente del volcán teniendo este una temperatura de 11 °C a 16 °C.

### Fauna
Destaca la presencia del tigrillo que habita en número reducido, sin embargo los venados abundan, tanto, que El Ceboruco ha sido tradicionalmente considerado como un excelente sitio para practicar la cacería, misma que ya ha sido prohibida para preservar su fauna. Además se pueden encontrar liebres, zorrillos, mapaches, y una gran variedad de reptiles, desde tortugas hasta serpientes.

## Turismo
La zona del volcán del Ceboruco es un importante atractivo turístico, principalmente del municipio de Jala, en el estado mexicano de Nayarit.